# 中心市街地玄関口バス
中心市街地玄関口バス（ちゅうしんしがいちげんかんぐちバス）は、愛知県豊田市の市内を走るコミュニティバス。とよたおいでんバスの一路線である。

## 概略
市中心部の公共機関等2Kmを循環する路線。開設当初は名鉄東部交通が担当していたが、2009年（平成21年）4月から豊田市内のバス会社豊栄交通が運行している。
初期の車両はトヨタ・コースターの改造車を用いていたが、老朽化と乗車定員の増加を目的に日野・ポンチョに変更された。車両点検など代用車両は豊栄交通の自社車両にマグネットを貼付する。

## 路線
2021年（令和3年）4月1日現在のルート
豊田市駅西口⇔市役所⇔元城町3丁目（とよたEcoful Town最寄り）⇔広路町（イオンスタイル豊田前）⇔豊田市福祉センター

## 運賃
1回大人100円、子供50円。manaca、TOICAなどの各種交通系ICカードも使用可能である。
定期券、回数券がある。

## 「とよたエコフルタウン」バス停での乗降
「とよたエコフルタウン」バス停は、閉館日を除く9時台から16時台までの便で利用可能であった（とよたEcoful Townの開館時間が9:00～17:00である為）。毎週月曜日は定休日の為、終日バスは入らなかったが、月曜日が祝日の時に限り臨時開館。この際はバスも入っていた。
とよたエコフルタウンで降車する場合は乗車時に運転手に申告する必要があった。また、とよたエコフルタウンから乗車する場合は、バス停にある呼出ボタン（行先に合わせて2つある）をあらかじめ押しておく必要があった。
乗降者がいない場合、同バス停は通過していた。また、とよたEcoful Townの休館日（祝日を除く月曜日、12月28日～1月4日）は全便が通過した。開館日であっても、イベントの都合などにより同バス停に停車できない場合はやはり通過となった。この場合、近接する「元城町3丁目」バス停を利用することになる。
なお、バス停のあるとよたEcoful Townの施設内道路の出入り口には車止めが設置されていて、通常は自動車の進入はできないが、バスが近づくと車止めが自動的に降り、進入可能となる仕組みになっていた。
「元城町3丁目」バス停と極端に近い事も相俟ってか乗降客は殆どおらず2019年（平成31年）3月31日をもって廃止された。

## 年表
- 2002年（平成14年）6月17日：運行開始。当初の運行会社は名鉄東部交通。
- 2003年（平成15年）7月18日：利用者が10万人を突破。当初予定よりも7ヶ月早く達成。
- 2004年（平成16年）2月4日：情報案内板によるバス接近情報の提供開始。後に運用中止。
- 2007年（平成19年）12月31日：加茂病院（現在の豊田厚生病院）移転により、「加茂病院」バス停廃止、「十塚町」に名称変更される。後に一部住民の反対意見により名称が現在の「元城町3丁目」に変更される。
- 2009年（平成21年）4月1日：運行受託会社が豊栄交通に決定。この頃、豊田勤労福祉会館跡地に豊田市福祉センターが開業し駐車場入口付近の道路沿いに「豊田市福祉センター」バス停が設置される。
- 2010年（平成22年）8月1日：ダイヤ改正。「市役所」バス停を道路上に移転。移転以前は市役所の中まで入っていて遅延の大きな要因になっていたが、定時運行率がほぼ100%になり、また休日ダイヤでも市役所に停車するようになった。
- 2012年（平成24年）
  - 5月18日：とよたEcoful Townのオープンに伴い、「とよたエコフルタウン」バス停を新設。
  - 9月3日：ダイヤ改正。これにより「税務署南」が終点となる。
- 2015年（平成27年）頃：豊田市福祉センター駐車場増設工事により終点が「豊田市福祉センター」となり、センター敷地内に入る様になる。
- 2019年（平成31年）3月31日：同日をもって「とよたエコフルタウン」バス停を廃止。
- 2021年（令和3年）3月31日：「税務署南」バス停を廃止。

## 運行会社
- 豊栄交通株式会社：本社営業所